# Колридж (озеро)
Колридж (англ. Lake Coleridge) — озеро ледникового происхождения на Южном острове Новой Зеландии.

## География и гидрография
Расположено в округе Селуин региона Кентербери, в 35 км к северо-западу от Метвена. Озеро лежит у подножия Южных Альп между горными массивами Торлесс и Хатт.
Длина озера по разным источникам — 17 или 18 км, максимальная ширина — 3 км. Площадь зеркала — 36,88 км². Наибольшая глубина — 200 м. Наличествуют чётко выраженные слои воды.
Входит в группу озёр Ракаиа, в которой в общей сложности насчитывается 10 озёр. В озеро впадают воды рек Харпер и Уилберфорс.

## История и хозяйственное значение
Открыто геодезистами, обследовавшими дорогу к Голдфилдсу на западном побережье, в начале 1849 года. Названо в честь семейства Колридж, четверо представителей которого (в том числе Сэмюэл Тейлор Колридж) входили в Ассоциацию Кентербери в первые годы её деятельности.
В районе озера Колридж находился центр землетрясения магнитудой 6,5, произошедшего 27 июня 1946 года. Ещё одно землетрясение, в 1993 году, повлекло за собой выброс в озеро значительного объёма донных осадков, что привело к уменьшению прозрачности его воды и вымиранию значительной части водной флоры (харовых водорослей).
Берега озера сравнительно мало заселены: в одноимённом посёлке, жители которого ранее обслуживали гидроэлектростанцию, почти не осталось постоянного населения, и он используется как место летнего отдыха. Земля вокруг используется в основном как пастбище.
Гидроэлектростанция Лейк-Колридж — один из первых гидроэнергетических проектов Новой Зеландии, завершенный 25 ноября 1914 года (на тот момент были запущены три генератора мощностью по 1,5 МВт каждый). К 1930 году общая мощность составила 34,5 МВт, а в 1973 году годовая выработка электроэнергии составляла 145 ГВт·ч. Электроэнергия вырабатывается за счет разницы высот озера и находящейся от него на севере реки Ракаиа — около 150 м. Помимо Ракаиа, на гидроэлектростанцию была отведена часть вод рек Харпер, Эйкерон и Уилберфорс.
Объём вылова рыбы на озере Колридж самый высокий среди озёр Северного Кентербери. Основный объект промысла — чавыча; также ловятся кумжа и микижа.